# باشگاه فوتبال فولاد خوزستان در فصل ۹۳–۱۳۹۲
در فصل ۹۳–۱۳۹۲ فولاد خوزستان چهل و سومین فصل خود را سپری می کند و در سیزدهمین دوره لیگ برتر شرکت میکند. فولاد در این فصل، در لیگ قهرمانان آسیا نیز حضور دارد.
فولاد خوزستان در این فصل قهرمان لیگ برتر شد. همچنین در جام حذفی به نیمه نهایی راه پیدا کرد و در آسیا در مرحله یک هشتم نهایی حضور داشت. ،او تیم های قوی را برد و قهرمان لیگ شد،او در سال های جدید افت کرد

## لیست تیم

#### بازیکنان
بازیکنان: میلاد همایونی سنگری، (۱۵) ایوب کلانتری، (۱۱) بختیار رحمانی، (۲۹) لوسیانو پریرا مندس، (۵) مهدی نوری، (۱۴) شهاب کرمی، (۳۱) ارشاد یوسفی، (۱) علیرضا سلیمی، ولید مشاحی زاده، (۳۹) مهدی نیایش پور، (۱۰) فرزاد حاتمی، (۳۳) وفا هخامنش، (۶) عبداله کرمی، (۳۲) عباس محمدرضایی، سرجیو رافائل، (۸) اسماعیل شریفات، چاوز رودریگز لندرو، (۲۱) امید خالدی، (۲۲) محمدرشید مظاهری، مهدی بدرلو، (۱۷) سروش رفیعی، (۲۴) مهرداد جماعتی، احمد عبداله زاده، (۴) ایوب والی، ابوالحسن جعفری، (۱۹) ساسان انصاری، غلامرضا رضایی، سوشا مکانی 

#### کادر فنی
| کادر فنی باشگاه فوتبال فولاد خوزستان |            |
| نام و نام خانوادگی                   | سمت        |
| ------------------------------------ | ---------- |
| حسین فرکی                            | سرمربی     |
| نعیم سعداوی احمد خداداد              | مربیان     |
| کوروش بختیاری زاده                   | دستیار     |
| سید احمد سجادی                       | مربی گلرها |
| علی اکبر دارستانی                    | بدنساز     |
| اکبر مرادی                           | دکتر       |
| علی فتحی                             | فیزیوتراپ  |
| نعمت اله سیدی                        | ماساژور    |
| بهروز عباسی                          | تدارکات    |
| محمدحسین ابن قاسم                    | سرپرست     |

## بازی ها
| ۳ مرداد ۱۳۹۲ ۱ | سپاهان                                                        | ۲–۰ | فولاد                       | اصفهان                                                   |
| ۲۲:۰۰          | غلامی ۴۵' · حمودی ۲+۹۰' · خلیل‌زاده · ایران‌نژاد · جهان‌عالیان · |     | نوری ۵۷ · رحمانی · شریفات · | ورزشگاه: ورزشگاه فولادشهر تماشاگران: ۰ داور: تورج حق‌وردی |

| ۱۲ مرداد ۱۳۹۲ ۲ | فولاد                | ۱–۰ | فجرسپاسی        | اهواز                                        |
| ۲۲:۰۰           | حاتمی ۶۵' · جماعتی · |     | علی‌محمدی انصاری | ورزشگاه: ورزشگاه تختی اهواز تماشاگران: ۱،۱۶۸ |

| ۱۵ مرداد ۱۳۹۲ ۳ | صبای قم | ۰–۱ | فولاد               | قم                                                                    |
| ۲۲:۰۰           | مومنی   |     | کرمی ۴۹' · شریفات · | ورزشگاه: ورزشگاه یادگار امام قم تماشاگران: ۵۰۰ داور: شاهین حاج بابایی |

| ۱۹ مرداد ۱۳۹۲ ۴ | فولاد                                        | ۳–۱ | داماش گیلان                            | اهواز                                           |
| ۲۰:۳۰           | پریرا ۲۵'، ۴۶' · رحمانی ۵۳' · سرجیو · کرمی · |     | حسن‌زاده ۴۷' · مهدوی · نظیف‌کار · آبشک · | ورزشگاه: ورزشگاه تختی اهواز داور: رضا کرمانشاهی |

| ۲۵ مرداد ۱۳۹۲ ۵ | راه آهن | ۰–۱ | فولاد            | تهران                                      |
| ۱۹:۴۵           |         |     | پریرا ۵۱' (.پ) · | ورزشگاه: ورزشگاه تختی تهران تماشاگران: ۲۰۰ |